# Belloy-en-France
Belloy-en-France é uma comuna francesa na região administrativa da Ilha de França, no departamento do Vale do Oise. Estende-se por uma área de 9.49 km². Em 2010 a comuna tinha 2 220 habitantes (densidade: 233,9 hab./km²).